# Convoi no 58 du 31 juillet 1943

Le convoi no 58 du 31 juillet 1943 est un convoi de déportation parti du camp de Drancy avec pour destination le camp d'extermination d'Auschwitz. Le trajet dure 3 jours et 2 nuits. Il arrive le 2 août 1943. Ce convoi, composé de plus de vingt wagons à bestiaux, est l’un des 62 partis de Drancy entre 1942 et 1944, dans le cadre de la politique de déportation mise en place par l’Allemagne nazie avec la collaboration du régime de Vichy.

## L'itinéraire
Le 31 juillet 1943, à 10 heures, le convoi no 58, identifié D 901/48, quitte la gare de Bobigny. Il passe par Noisy-le-Sec, Épernay, Châlons-sur-Marne, Révigny, Bar-le-Duc, Lérouville, Neuburg (Novéant-Moselle), Metz, Saarbrücken, Frankfurt-am-Main, Fulda, Erfurt, Leipzig, Dresden, Görlitz, Liegnitz (Legnica), Neisse (Nysa), Cosel, Katowice (Kattowitz), Auschwitz.

## Les déportés
Mille personnes, hommes, femmes et enfants, sont déportés dans le convoi 58. On compte 98 enfants.
Parmi les déportés, on trouve :
- quelques personnes arrêtées lors de la Rafle de Neufchâteau (Vosges), notamment, Edmond Bloch, Roger Michel et sa femme, Marguerite Michel (née Vormus), Louis Michel et sa femme Victoire Michel (née Godechaux).
- des juifs alsaciens[3]: Paul Keim (né le 19 mai 1874) et Valentine Keim (née le 17 avril 1882), Jules Lévy (né le 3 avril 1878).
- des juifs algériens[4]: Saadi Benzaquen (57 ans), Gaston Dahan (48 ans)[5], Djoar Lévy (58 ans), Mardochée Zohar (47 ans), Elie Azoulay (51 ans), Alice Aron (73 ans), Salomon Zarka (57 ans), André Hemzellec (19 ans), Rachel Breiman (66 ans), Easther Tanzi (49 ans), Jaya Benichou (41 ans), Chaloum Akaka (66 ans), Marcel Dahan (38 ans), Rachel El Koubi (48 ans) et Moise Amar (69 ans).
- les derniers internés du Camp de la Lande de Monts emprisonnés auparavant à Michelet[6].
- un étudiant en médecine, Claude Levy[7] (né le 23 juin 1922 à Strasbourg), victime de la Rafle de Clermont-Ferrand.
- Fanny Feigenberg[8],[9], dactylographe, née le 9 décembre 1920 à Paris (18e) (Seine), est déportée et décède le 5 août 1943 à Auschwitz[10].
- Le poète et critique littéraire Iouri Mandelstam sera également du même convoi et décèdera le 8 octobre 1943 à Jaworzno (une annexe d'Auschwitz)[11].
- Hélène Felzenszwalbe[12], passe la ligne de démarcation en juillet 1943 pour aller voir ses frères Charles et Maurice en zone sud. Elle est arrêtée et déportée. Avant le départ du convoi, elle écrit : « Le moral est formidable, nous n'avons aucun regret de quitter Drancy, actuellement un enfer, tellement y règnent la violence et la brutalité. Et rien ne pourra être pire. Les uns disent que nous allons en Allemagne centrale, d'autres disent Radom. »[1]. Elle profite de l'arrêt à Révigny (Jura) pour jeter une lettre du train. Elle écrit : « Chaleur étouffante, soif atroce… Courage mes chéris. »[1]. Elle ne survivra pas ; elle a 20 ans quand elle meurt du typhus alors que le camp est libéré[13].
- Marcel Steinbach, un ingénieur français, est arrêté à Villiers-sur-Marne (Seine-et-Oise) et interné à Drancy. Il est déporté par le convoi no 58 et meurt le 5 août 1943[14].
- Marcelle Lipmann (née Schwob)[15],[16] et sa fille, Françoise Reh ou Rey[16] (née Lipmann)[17].
- Moïse Nahoum, dit Maurice[18].
- Julie Sakoun, pharmacienne à Marseille, 35 ans, déportée par le convoi no 58 après la Rafle de Marseille des 22, 23 et 24 janvier 1943[19].
- 8 juifs arrêtés en Sarthe[20]: Nicole Bloch et sa mère Odette Bloch (née Wolf)[2], Annette Blum, Georgette Blum (née Leven), Lise Blum (15 ans)[21], Reine Levy (née Levy), Simon Levy et Julien Willard.
- Édouard Schneeberg[22],[23], de la Maison Schneeberg, la plus importante société de Pompes funèbres juive, est déporté le 31 juillet 1943 par le convoi no 58 et assassiné à Auschwitz-Birkenau[24] le 5 août 1943[25].
- André Weill et sa femme Lucie-Blanche Lanzenberg sont arrêtés[26],[27], le 16 juillet 1943, par la police civile allemande. Il seront par la suite interné à Drancy.
- Sarah Wajnryb (née Kuszelewicz), née le 10 novembre 1903 à Lida (Biélorussie), est déportée, à 39 ans, par le Convoi No. 58. Son fils, Édouard Wajnryb, 4 ans, né le 11 août 1939, est placé à l'orphelinat Saint-Hilaire où il est victime de la Rafle de La Varenne-Saint-Hilaire et déporté dans le convoi n° 77[28].
- L'artiste, Jane Lévy[29], qui travaillait à la Manufacture de Sèvres, est internée à Drancy, où elle réalise son autoportrait[30], puis est déportée avec son mari, René Lévy (peintre, sourd et muet) et son frère, Albert Lévy[31].
- Maurice Lévy (53 ans)[32], son épouse Suzanne Lévy (née Jacob) (49 ans) et leurs files Raymond et Jean, 18 et 15 ans, résidant de Saint-Brieuc[16],[33].
- Lucien Léopold Lévy, comptable, et son épouse Andrée Levy (née Hirtz)[34] sont arrêtés le 07 juillet 1943 à la suite d’une perquisition à leur domicile puis incarcérés à la prison Saint-Michel avant d'être déportés[34].
- Hersch Meniouk est arrêté lors d'une rafle à Paris, est interné au camp de Drancy le 15 février 1943 puis envoyé à l’Hôpital Rotschild. Il est « réintégré » sur Drancy 2 jours avant sa déportation[35],[36].
- Le docteur Zacharie Mass[37], interné au camp de transit de Drancy du 16 octobre 1941 au 31 juillet 1943. À l'arrivée du convoi no 58[38], il est envoyé dans les mines de charbon de Jaworzno, puis, à bout de forces, est transféré à Auschwitz-Birkenau où il sera gazé[39]. Un ouvrage posthume, composé des 80 lettres écrites à son épouse, est publié en 2012[40].
- Menahem Benichou et Zavi Benichou sont arrêtés en juillet 1943 avec 7 de leurs 8 enfants: Simone (17 ans), Lucienne (15 ans), Juliette (12 ans), Jeanine (7 ans), les jumeaux Claude et Colette (5 ans) et Yvette (un an) sont déportés par le convoi no 58[2]. De la famille, seul André Benichou (non présent lors de l'arrestation) a survécu[41],[42].
- Jeanne et Lucien Haas, 58 ans et 67 ans, habitants de Le Coudray-Macouard, dans le Maine et Loire, sont arrêtés et déportés par le convoi no 58[43].
- Abraham Lévi, né le 5 février 1901 à Tuszyn en Pologne, est arrêté dès 1943, interné à Drancy, puis déporté à Auschwitz où il décède. Sa fille, Dora Lévi, elle aussi déportée (Convoi n°66) donnera son nom à l'école de Vouziers (Ardennes)[44],[45].
- Joseph Horviller[46], originaire de Moselle et marchand de bestiaux, et son épouse Florence (née Levy) sont arrêtés en mai 1943, déportés en juillet par le convoi 58. Leur fille, Simone, est l'héroine de la Bande dessinée Isidore et Simone, Juifs en Résistance"[47],[48].
- Chil Maier Klain (né le 23 février 1888 à Tomaszów Lubelski, Lublin, Pologne), tailleur, est arrêté en 1943 dans le train entre Lyon et Vienne. Interné à la prison Montluc à Lyon, il est déporté par le convoi 58[49].
- Abraham Salomonovitch est arrêté par le Police de Paris le 14 mai 1943 et transféré à Drancy le 1 juin. Sarah Salomonovitch (née Fischlovitch), son épouse, est arrêtée. Tous deux "furent déportés à Auschwitz par le convoi 58 le 31 juillet 1943 et déclarés décédés le 05 août, laissant entendre qu’ils furent gazés dès leur arrivée, sans même entrer dans le camp. Leur acte de décès est transcrit le 30 avril 1947 sur les registres de l’Etat-civil de Paris (XVe)"[50].
- Marek Muszkatblat (né le 28 octobre 1909 à Varsovie (Pologne),  maroquinier) était membre de la sous-section juive du parti communiste. Il fut arrêté  le 2 juillet 1943, dans son logement où une cinquantaine de tracts édités par l’organisation étaient saisis[51].
- Guy Cohen (20 ans) est arrêté par les autorités allemandes lors d'un contrôle dans le train. Il voyage avec accompagné de France Giet, une employée de son père. France Giet, affirmant être juive pour ne pas laisser Guy seul, est également emprisonnée. À Marseille, elle révèle sa véritable identité et est libérée, tandis que Guy est transféré à Drancy, puis déporté à Auschwitz le 31 juillet 1943 par le convoi no 58. Il ne reviendra pas[52].
- Bernard Herrmann (68 ans) et Germaine Loeb (née Dreyfus) (40 ans) et sa fille Michèle Loeb (8 ans) sont déportés à Auschwitz par le convoi 58 du 31 juillet 1943. Leurs noms sont apposés sur la façade de la synagogue de Reims[53].
- Sarah Sayzer (née Rosenfeld), qui habitait au 10 rue Christian-Dewet (Paris 12), fut déportée par le convoi 58 et déclarée décédée le 5 août 1953[54].
- Avram, né en 1900 à Constantinople, a été interné à Drancy en 1942, avant d’être déporté à Auschwitz, par le convoi 58, où il sera assassiné[55].
- Nathan Lévy, commerçant, est arrêté dans la nuit du 15 au 16 janvier 1943 à Rouen[56] et part le 31 juillet 1943. Il ne revient pas. Un pavé en laiton, un Stolpersteine de Gunter Demnig, est installé devant son domicile à Bihorel[57].
- Gabrielle Bicard, née le 23 août 1902, originaire de Brumath dans le Bas-Rhin est déporté par le convoi 58[58].
- Genendel Goldsztajn (née Wajsbrot), dite Gina Goldstein, s’engage dans la résistance au sein de la Main-d'œuvre immigrée après la déportation de son mari en 1942. Le 3 juillet 1943, elle est arrêtée avec sa fille Lilya par la police française et est internée à Drancy, puis déportée à Auschwitz le 31 juillet 1943. Malgré les conditions extrêmes, elle participe à la résistance dans le camp et survit jusqu’à sa libération par l’Armée soviétique le 27 janvier 1945[59].
- Marcelle Broud, nièce dupeintre et dessinateur Marcel Lhermann, est déportée à Auschwitz le 31 juillet 1943 (convoi 58) et assassinée. Elle laisse un témoignage épistolaire de sa détention à Drancy[60].
- Yvonne Bloch, la première femme élue au conseil de l'Ordre des avocats, est arrêtée sur dénonciation, parce que « juive » en juillet 1943, déportée sans retour par le convoi no 58 du 31 juillet 1943 à l’âge de 30 ans, de Drancy à Auschwitz, avec son père et sa mère[61].
- Joseph Paul Weill a été déporté vers le camp d'Auschwitz-Birkenau par le convoi no 58[62].
- Sylvain (né Ephraïm) Lipcer, agent de publicité du journal en yiddish La Naïe Presse (la Presse nouvelle), éditée par la section juive de la M.O.I. Il est arrêté le 2 juillet 1943 et est interrogé avec brutalité, dans les locaux des Brigades spéciales, puis interné à Drancy et déporté. Sa femme, Germaine Lipcer (née Gnisia Brenajzajn) est déportée dans le même convoi.
- Léon Borg, né en 1908, et René Borg (née Juba), née en 1904, ont été arrêtés le 17 juin 1943, par l'occupant italien à Nice, et sont déportés par le convoi 58[63].
- Sura Chopfenberg est raflée à l'hôpital Rothschild est déportée par le convoi 58[64].
- Caroline Flantzer[65] (née Pessah) vendait des bas avec sa belle-sœur, Marie. Elles sont arrêtées dans un bistro de la rue du Temple, pour marché noir et sont envoyées à la Petite Roquette (une prison pour femmes). Caroline Flantzer a été déportée le 31 juillet 1943, convoi 58[66].
- Maurice Szapajzen, un monteur en chaussures polonais, né le 4 octobre 1906 à Tarczin[67].
- Fernand Hirschberg, médecin et ancien combattant décoré de la Légion d'honneur pour son engagement chez les Fusiliers Marins durant la Première Guerre mondiale, continue de soigner ses patients cheminots malgré les dangers. Le 27 juillet 1943, il est arrêté avec sa femme et sa belle-mère, puis déporté à Auschwitz. Sa qualité de médecin n’étant pas reconnue, il est affecté à des travaux pénibles avant d’être transféré à Buchenwald en janvier 1945 dans des conditions extrêmes. À l’approche des troupes américaines, il est contraint de rejoindre une colonne de dix mille déportés évacués du camp. Il est déclaré décédé le 8 avril 1945 par le ministère des Anciens combattants[68].
- Vladimir Dyck, compositeur ukrainien, est arrêté par la Gestapo en même temps que sa femme, Mina, et sa fille, Nicole. Ils sont tous trois envoyés à Auschwitz par le convoi 58[69],[70].
- Aron et Sura Biglaizer, sont déportés par le convoi 58[71].
- Gabriel Mossé, né le 23 mai 1902 à Avignon au sein d’une ancienne famille comtadine (c'est-à-dire originaire du Comtat Venaissin, une ancienne province pontificale couvrant une partie de l’actuel Vaucluse), est arrêté le 16 avril 1943, puis déporté à Auschwitz par le convoi no 58[72].
- Gaston Hermann, né à Épinal le 30 juin 1885, ancien combattant de 14-18, commerçant à Chaumont à partir de 1918, est arrêté le 30 juillet 1942 pour ne pas avoir porté l’étoile jaune. Après avoir été emprisonné à Val-Barizien et transféré à Drancy, il est déporté à Auschwitz le 31 juillet 1943 (convoi 58) et y meurt le 5 août 1943[73].
- Jean Lecomte a été arrêté et déporté dans le convoi 58 vers Auschwitz le 31 juillet 1943. Son fils, François Lecomte, réfugié au Chambon-sur-Lignon, a appris la libération de Paris en 1944, mais n’a retrouvé la trace de son père qu'en 1978 dans la liste établie par Serge Klarsfeld des juifs déportés de France[74].
- Denise Klotz, née le 20 mars 1909 à Mexico, et Suzanne Klotz, née le 19 mars 1910 à Mexico, sont les filles d'Adrien Klotz et Marthe Zivy. Toute la famille est arrêtée dans leur propriété de la Houssière à Varennes le 5 mai 1943[75]. Ils sont arrêtés, internés à Drancy et déportés dans le convoi 58 le 31 juillet 1943 vers Auschwitz, où ils sont assassinés[76].
- Hadassa Lerner (née Tenenbaum), agent de liaison dans la résistance, fut internée à Drancy sous le numéro 3194 et déportée par le convoi no 58. Elle est sélectionnée pour le block 10, comme assistante à la doctoresse Dora (Dorota) Lorska-Klein (surnommée Slawka). Elle survécut aux épreuves et à la marche de la mort. Elle est libérée le 27 janvier 1945 par l’armée soviétique[77].
- Frajda Lewkowicz, résistante de la M.O.I., arrêtée le 2 juillet 1943 par la BS2, déportée par le convoi 58[77].
- Rywka Bina Szuster (née Fiszer, le 10/04/1901 à Nadarzyn, Pologne, et son fils, Daniel, 10 mois, sont acheminés à Drancy puis déportés par le convoi 58[78].
- Jacques Neviasky, sa femme Anne Neviasky (née Goldfarb) et deux leurs deux enfants sont internés au camp de Saint-Sulpice-La-Pointe avant d'être déportés à Rivesaltes le 2 septembre 1942. Grâce à l'intervention du rabbin Georges Apeloig, les enfants sont extraits du train dans lequel ils se trouvaient. Jacques Neviasky est interné à Beaune-la-Rolande le 10 octobre 1942, transféré à Drancy le 12 juillet 1943, et déporté à Auschwitz[79].
- Sam Foyentin, un Juif portugais, qui arriva en France depuis la Grèce sous une fausse identité en 1923, est arrêté lors de la rafle des Juifs grecs de Paris en novembre 1942. Interné au commissariat puis à Drancy, il est finalement déporté[80].
- Bejamin Zivi, épicier à Nancy, est interné au Centre de détention d'Écrouves avec deux de ses enfants. Séparés, Benjamin sera déporté sans retour de Drancy vers Auschwitz[81].
- Jacqueline Feifer a 11 ans quand elle est arrêtée avec ses parents Elie et Marcelle à Paris. Ils sont déportés par le convoi no 58 du 31 juillet 1943[82].
- Germaine Rubinstein a 17 ans quand elle a été déportée par le convoi no 58 du 31 juillet 1943 avec sa mère Elsa[83] et ses trois sœurs Fernande (21 ans), Marie (19 ans) et Rose (14 ans)[82].
- Chaja Helen Ber (née Rembielinska), sa soeur, Fradla Rembielinska[84], et son fils, Marcel Max Ber, 16 ans, électricien, probablement apprenti, ont été arrêtés lors de la rafle du Vél' d'Hiv, en juillet 1942, et internés au camp de Drancy avant d'être déportés[85].
- Georges Sidlovski, né le 18 janvier 1922, fils d’Abraham Sidlovski et de Pauline Konviser, a été déporté par le convoi n°58, parti de Drancy le 31 juillet 1943 à destination d’Auschwitz, où il a été assassiné[86].
- Armand Gelmann, né en 1921, membre des Éclaireurs Israélites de France et du réseau clandestin La Sixième, a joué un rôle actif dans la Résistance juive en établissant des contacts et en trouvant des cachettes pour les Juifs. Arrêté par la Gestapo après avoir été dénoncé, il a été déporté à Auschwitz par le convoi n°58 le 31 juillet 1943 et proposé pour la Médaille de la Résistance[87].
- Hélène Rosa Marx, née le 8 juillet 1892 à Herschweiler (Palatinat), a vécu à St. Wendel avant d’être arrêtée et internée à Drancy. Elle a été déportée à Auschwitz par le convoi n°58 le 31 juillet 1943, où elle a été assassinée[88].
- La famille Sukno, composée de la mère Szendla et de ses trois filles Suzanne (10 ans), Hélène (11 ans) et Françoise (2 mois), a été déportée ensemble depuis Drancy par le convoi n°58 le 31 juillet 1943. Elles ont toutes été assassinées à leur arrivée à Auschwitz le 2 août 1943[89].
- Meijer van der Heijm, sa femme Wilhelmina van der Heijm-Sanders, leur fils Jacob van der Heijm et leur fille Serah Elizabeth van der Heijm ont été déportés de Drancy, France, le 31 juillet 1943, à bord du convoi n°58 en direction d'Auschwitz, après une tentative de fuite infructueuse[90].

## Conditions de Transport et Arrivée
Les conditions de transport sont délibérément inhumaines, conçues pour infliger souffrance et déshumanisation aux victimes. Le nombre de personnes entassées dans chaque wagon était excessivement élevé, ne laissant que peu d'espace pour se tenir debout ou s'asseoir.
"Une heure avant le départ des convois, des groupes de 50 internés sont rassemblés et placés dans des pièces surveillées par des personnes désignées comme chefs de groupe. Ceux-ci sont munis des listes de déportés. Chaque groupe reçoit trois seaux et chaque chef de groupe est chargé de distribuer la nourriture fournie par la cantine."

"trois jours et trois nuits d'un voyage sans fin, dans un wagon plombé, sans air, sans hygiène, sans rien, abasourdis, épuisés, assoiffés, affamés - on ne peut pas s'imaginer dans quel état nous étions après trois jours. Il y avait un petit peu de paille sur le "plancher"."
À l’arrivée, 218 hommes sont sélectionnés pour des travaux forcés et sont tatoués des numéros 133781 à 133998. De plus, 55 femmes reçoivent les numéros 52297 à 52351. La majorité, les autres 727 déportés sont gazés dès leur arrivée au camp.
"Alors, il y eut la "sélection". Qui entrait dans le camp et aui allait directement dans la chambre à gaz."
Du convoi, 55 femmes furent sélectionnées pour des expériences sur des humains.

## Survivants
Seize hommes et vingt-huit femmes ont survécu en 1945.
Parmi les survivants :
- Fred Sedel a témoigné de son expérience à bord du convoi no 58. Il était un médecin français d'origine polonaise, né en 1909 à Lvov (aujourd'hui Lviv en Ukraine), arrêté en juillet 1943 en banlieue parisienne. Il a été interné au camp de Drancy avant d'être déporté le 31 juillet 1943. À son arrivée à Auschwitz, Fred Sedel fut sélectionné pour le travail forcé. Il est l'auteur d'Habiter les ténèbres, un livre témoignage, en 1963."Nous descendons sur un terre-plein couvert de poussière, c’est un quadrilatère presque régulier, qui évoque un terrain de jeux. En bordure du terrain, face à nous, j’aperçois des groupes de SS armés. Sur un des côtés étroits du quadrilatère plusieurs camions attendent, à côté d’eux une ambulance, et au milieu du quadrilatère il y a un groupe d’officiers, bottés et sanglés, élégants et pleins de morgue. Ils font la «sélection» : les femmes âgées, les enfants sont poussés vers les camions, où ils montent très vite sous les coups terribles qui s’abattent sur eux. Leur hurlement remplit l’atmosphère. Les malades, les morts ou agonisants sont transportés dans des couvertures et jetés pêle-mêle par terre à côté des camions. Quelques élus sont disposés en rang par cinq. Ils iront au travail forcé, ce sont des rescapés provisoires. Tous les autres – je le saurai plus tard – vont à la chambre à gaz et au crématoire, même les hommes âgés, dont la colonne rejoindra à pied les autres victimes."[93]

- Maurice Honel, résistant, et son épouse Mira Honel[94], née Bojm, faisait partie du convoi no 58[95] et ont survécu.
- René (Rachmil) Fuks, 19 ans à l'époque de la déportation, a témoigné en vidéo[96], ainsi que Isaac Jafet, 23 ans au moment des faits[97].
- Eva Golgevit ou Goldgewicht (née Chawa Rozencwajg)[98], née le 16 juin 1912 à Łódź en Pologne et morte le 8 mai 2017), engagée dans le groupe Solidarité, section juive du mouvement de résistance communiste de la MOI (Main-d’œuvre immigrée), est emprisonnée puis déportée par le convoi no 58[99]. Elle a survécu au Block 10 et aux marches de la mort et est morte à l'âge de 105 ans[100]. Elle publie ses mémoires dans un livre intitulé Ne pleurez pas mes fils...[101].
- Fortunée Messaouda Benguigui (née Chouraki, le 30 avril 1904 à Oran) est arrêtée à Marseille et déportée no 58[2],[102]. Elle est transférée au block 10, qui sert aux expérimentations médicales[103]. À son retour, elle découvre que trois de ses enfants, Jacques, Richard et Jean-Claude, ont été victimes de la Rafle des enfants d'Izieu ordonné par Klaus Barbie et ont été déportés par le convoi no 71, le jour des 13 ans de Jacques[2],[104]. Fortunée Benguigui participe en 1971 à une grève de la faim avec Beate Klarsfeld  pour la réouverture de l'enquête sur Klaus Barbie[105],[106].
- Anna Stocklamer[107], ouvrière en fourrure et résistante, déportée à l’âge de 22 ans par le convoi no 58, est arrêtée le même jour que Ruchla Widerker[108]. Ruchla aurait survécu et serait partie pour l'Argentine[109]. En 1945, Anna sera rapatriée en France : elle embarqua à Odessa le 8 mars sur le navire Indrapoera qui fit escale à Port-Saïd, puis à Naples avant d’arriver à Marseille le 1er avril 1945[110].
- Gita Rymland (née Ledermann) est survivante du convoi 58[111].
- Cypora Gutnic, née en Pologne, quitte son pays en 1930 en raison de l'antisémitisme et s'installe en Palestine mandataire avant d'être expulsée pour ses activités communistes. Après avoir séjourné illégalement à Paris, elle est arrêtée en 1943 et déportée à Auschwitz[112], où elle subit des expériences médicales, notamment pour la recherche sur le cancer. Libérée en janvier 1945 par l'Armée rouge, elle retourne en France en mai 1945, retrouvant son fils et ses amis[113].
- Dr Dora (Dorota) Lorska-Klein (surnommée Slawka) est sélectionnée à l'arrivée du convoi no 58 et est affectée comme médecin au Block 10[114], où elle s'occupe des femmes. Elle organise un réseau de résistance et écris des rapports sur les expérimentations menées dans le Block 10. En 1964, elle témoigne dans un procès en Grande-Bretagne contre Władysław Dering[115], un ancien médecin d’Auschwitz accusé d’avoir pratiqué des stérilisations forcées.